# 静岡市立由比小学校
静岡市立由比小学校（しずおかしりつ ゆいしょうがっこう）は、静岡県静岡市清水区由比町屋原にある公立小学校。

## 沿革
- 1967年（昭和42年） - 東・西小学校を統合して「由比町立由比小学校」創立[1]。
- 1972年（昭和47年） - 創立5周年記念式典、正門完成[1]。
- 1977年（昭和52年） - 創立10周年記念式典[1]。
- 1982年（昭和57年） - 創立15周年記念式典・記念学芸会[1]。
- 1987年（昭和62年） - 創立20周年記念式典・校章除幕式[1]。
- 1992年（平成4年） - 創立25周年記念（国旗渇揚塔一基設置）[1]。
- 1997年（平成9年） - 創立30周年記念式典・タイムカプセル埋葬[1]。
- 2008年（平成20年）11月1日 - 静岡市との合併に伴い、「静岡市立由比小学校」へと改名。

## 通学区域
清水区
- 由比
- 由比阿僧
- 由比今宿
- 由比北田
- 由比寺尾
- 由比西倉澤
- 由比西山寺
- 由比東倉澤
- 由比東山寺の一部
- 由比町屋原
- 由比八千代